# St. Johannis (Pansfelde)

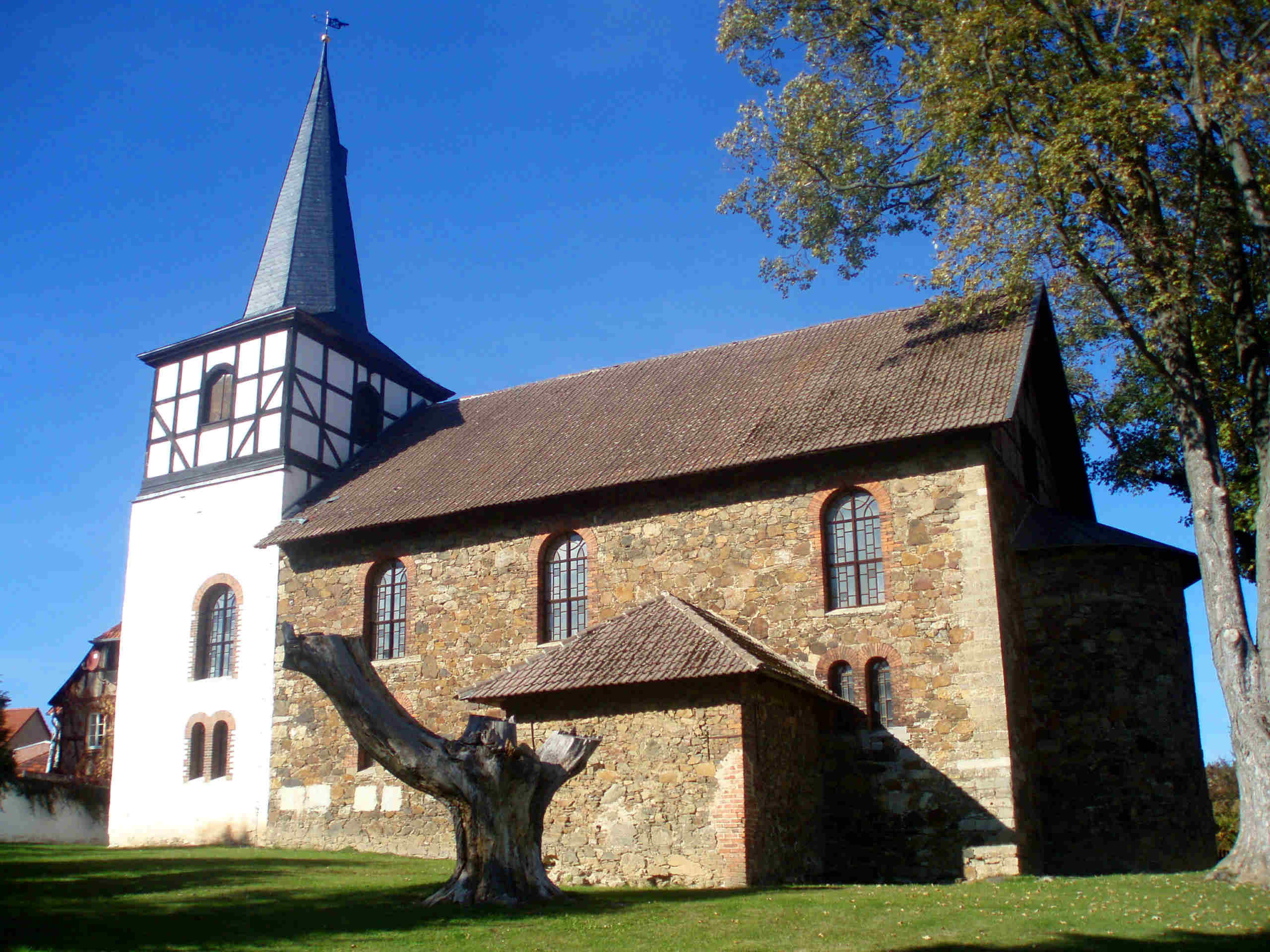
St.-Johannis-Kirche

Die St.-Johannis-Kirche in Pansfelde ist eine evangelische Kirche im Ortsteil Pansfelde der Stadt Falkenstein/Harz. Sie gehört zum Evangelischen Kirchspiel Falkenstein/Harz, Pfarrbereich Ermsleben, im Kirchenkreis Egeln der Evangelischen Kirche in Mitteldeutschland.

## Geschichte
Eine „alte Kirche“ wird in Pansfelde 1517 erstmals erwähnt. Der Ort war wohl im 14. Jahrhundert wüst gefallen und wurde erst in den 1540er Jahren durch die Herren von der Asseburg neu besiedelt. Vermutlich entstand um 1545 auch die Kirche neu. 1670 veranlasste Johann Bernhard I. von der Asseburg als Ortsherr den Neubau der Kirche mit einer Orgel und einem dreiteiligen Geläut. Nach dem Tod seiner Ehefrau ließ er 1671 an der Südseite des Kirchenschiffs ein Mausoleum als Familiengrablege anbauen. 1790 erfolgte ein Neubau des Kirchturms mit einem barocken Fachwerkaufsatz und ins Achteck überführtem Helm. Das Kirchenschiff wurde 1800 erneuert und auf einen Grundriss von 7 × 12 m vergrößert. Bereits 1850 musste die Kirche wegen Baufälligkeit gesperrt werden. In den Jahren 1854 bis 1856 wurde das Schiff in seiner heutigen Form als steinsichtiger Bruchsteinbau mit romanisierenden Rundbogenfenstern neu errichtet. Zugleich erhielt die Kirche eine neue Orgel, 1884 eine neue Turmuhr.
Im Zweiten Weltkrieg mussten zwei Bronzeglocken zu Rüstungszwecken abgegeben werden. Sie wurden 1956 durch zwei Stahlglocken ersetzt. 1978 wurde das Schiff mit Betonziegeln neu eingedeckt, 2009 der Turmhelm neu verschiefert.
Seit 2008 kümmert sich eine Interessengemeinschaft um Erhalt und Nutzung der Kirche.

## Ausstattung
Das Kircheninnere präsentiert sich heute mit offenem Dachstuhl. Der Raum wird durch eine umlaufende Emporenanlage in drei Schiffe gegliedert. Die Kanzel befindet sich an der Ostseite über dem Altar. Hinter der Ostwand wird das Schiff durch eine halbrunde, zum Schiff hin geschlossene Apsis mit Sakristei abgeschlossen. Zur Ausstattung gehört ein Luthergemälde der Malerin Caroline Bardua aus dem nahegelegenen Ballenstedt.

## Mausoleum
Das Mausoleum enthält die Särge des Erbauers Johann Bernhard I. von der Asseburg († 1682) und seiner Frau Katharina von Stammer († 1671). Weitere Bestattungen von Angehörigen fanden bis 1761 statt.